# Матеевичи (Гродненская область)
Матеевичи (бел. Мацеевічы) — деревня в Берестовицком районе Гродненской области Беларуси. Входит в состав Эйсмонтовского сельсовета.

## География
Деревня находится в западной части Гродненской области, к востоку от реки Свислочи, на расстоянии приблизительно 24 километров (по прямой) к северу от городского посёлка Большая Берестовица, административного центра района. Абсолютная высота — 129 метров над уровнем моря. Площадь населённого пункта — 0,2767 км².

## История
По состоянию на 1905 год, в Мацѣевичах проживало 65 человек. В административном отношении деревня входила в состав Богородицкой волости Гродненского уезда Гродненской губернии.
Согласно Рижскому мирному договору (1921), деревня вошла в состав межвоенной Польши. Входила в состав гмины Вельке-Эйсымонты Гродненского повета Белостокского воеводства. В 1921 году числилось 79 жителей, проживавших в 16 домах. В этническом составе населения того периода поляки составляли 92,4 %, белорусы — 7,6 %. В конфессиональном составе населения преобладали католики (89,9 %) и православные христиане (10,1 %).
С 1939 года в БССР. До 23 марта 1964 года деревня входила в состав Жукевичского сельсовета.

## Население
По данным переписи 2019 года, в деревне проживало 13 человек.
| Год  | Население, человек |
| ---- | ------------------ |
| 1905 | 65                 |
| 1921 | ↗ 79               |
| 2009 | ↘ 19               |
| 2019 | ↘ 13               |